# Luis Tascón
Luis Tascón Gutiérrez (Capacho, Táchira, Venezuela, 27 de agosto de 1968-Caracas, 12 de agosto de 2010) fue un político e ingeniero venezolano.

## Inicios en la política
Hijo de inmigrantes colombianos. Realizó estudios de ingeniería eléctrica en la Universidad de los Andes (ULA) en Mérida, aficionado a la informática, también le atrajo profundamente la política, participando en un grupo político estudiantil en esa casa de estudios. En 1986 ingresó en el pequeño partido Desobediencia Popular, que lo dejó en 1992. Partidario del exmilitar Hugo Chávez, que fue elegido presidente en diciembre de 1998, Tascón obtuvo un escaño como diputado por la circunscripción del estado Táchira en la Asamblea Nacional por el Movimiento V República (MVR), partido del que fue miembro fundador un año antes. 
Pasa al dominio público como una de las más conocidas personalidades del chavismo después del vacío de poder del 11 de abril del 2002 que había sido generado por un golpe de Estado al presidente Hugo Chávez y que por dos días colocó al empresario Pedro Carmona Estanga como presidente, después de la restitución de Chávez al poder, fue uno de los principales interpeladores de la Asamblea Nacional a los involucrados en el golpe.
En 2006 Tascón formó parte del grupo parlamentario de la Asamblea Nacional en la creación del anteproyecto de Ley de Infogobierno para dirimir la migración informática del software libre en la administración pública, siendo criticado en este tema por muchos de sus correligionarios de partido, acusándole de estar a favor de la empresa Microsoft y en contra del software libre. Dicho anteproyecto de Ley quedó congelado. 
En 2007 ingresó en el Partido Socialista Unido de Venezuela, después de haberse disuelto el MVR y que además de haber aglutinado numerosos pequeños partidos chavistas.

## Lista Tascón
Tascón alcanzó mayor notoriedad al hacer pública la lista de las personas que habían firmado una planilla para poder activar el referéndum revocatorio contra del gobierno de Hugo Chávez, realizado en agosto de aquel año. El CNE habría facilitado estas firmas por solicitud directa del Presidente Hugo Chávez, justificando las acciones de Tascón como medio de demostrar el "intento de fraude" de la oposición. Tascón subió la base de datos de dicha lista en su página web personal y así las personas interesadas podían poner su número de cédula de identidad y así saber si estaban en dicha lista o no.
Tascón alegó que la lista estaba constituida para poner en evidencia el fraude de la oposición "clonando" firmas; como por ejemplo, plasmando firmas de terceras personas sin su consentimiento, haciendo aparecer firmas de personas fallecidas y otros fraudes de similares características lo cual nunca fue comprobado. 
La oposición criticó duramente esta lista considerándola como una manera de saber quién firmó y posteriormente tomar represalias contra los trabajadores en las empresas del Estado y sus filiales que hayan firmado o para negar oportunidades laborales a los firmantes que optaran a cargos públicos.
La lista fue utilizada por trabajadores y jefes del gobierno para discriminar a las personas que firmaron, haciendo imposible para éstos ingresar al campo laboral. Miles de personas se vieron afectadas por dicha lista, puesto que para solicitar los puestos de trabajo relacionados de alguna manera con el gobierno, el requisito principal era no haber firmado para el referéndum en contra de Chávez.
En el 2005 el mismo presidente Chávez reconoció lo inconveniente de la lista dando instrucciones para "enterrar definitivamente la Lista Tascón", y posteriormente fue retirada la base de datos de la página web del diputado, sin embargo la oposición sigue denunciando la existencia activa de la lista, hablándose además de una nueva denominada durante el año 2006, la "Lista Maisanta" que se encuentra contenida en un software y solía obtenerse a través de emule, lo que derivó en la venta ambulante de cederrones por medio de vendedores informales, muy habitual en la época.[cita requerida]
En las elecciones parlamentarias de diciembre de 2005 Tascón fue reelegido diputado del MVR nuevamente por Táchira.

## Disidente del chavismo
El 10 de noviembre de 2007 fue expulsado de esa organización debido a disputas con otras facciones chavistas, aunque siguió manteniendo el apoyo al proceso dirigido por Hugo Chávez, fue muy crítico con cercanos colaboradores del gobierno y el PSUV. Posteriormente fundó un partido denominado Nuevo Camino Revolucionario (NCR), con el cual apoyó a varios disidentes del chavismo como el gobernador del estado Carabobo Acosta Carlez, aunque después le retiró su apoyo. Tascón se postuló con NCR a la alcaldía del municipio Libertador de Caracas en elecciones regionales de noviembre de 2008, quedando de quinto lugar al obtener solo 0,37% de los votos.

## Muerte
Falleció el jueves 12 de agosto de 2010, a las 11:30 a. m. (hora de Venezuela), tras haber sido intervenido quirúrgicamente varias semanas antes. Dicha operación fue para tratar un cáncer de colon que le fue diagnosticado a principios del año 2010.